# Demeter de Kobor
 (septembre 2024).

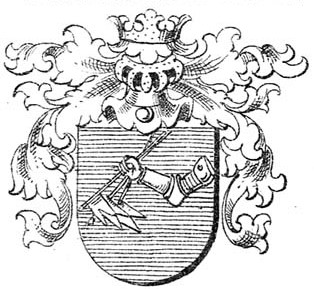
Armoiries de la famille Déméter de Kobor

Demeter de Kobor (en roumain : Dumitru de Cobor ) est une famille noble transylvaine, anoblie par le prince Michel Apafi Ier en 1679, en reconnaissance de leurs mérites militaires lors de la révolte des kuruc.
Au moment où l'anoblissement a été accordé, la famille était établie dans le village de Cobor (allemand : Kiwern), dans le Chaire de Rupea, depuis plus d'un siècle. Elle s'est installée dans la localité peu de temps après la refondation du village par les autorités saxonnes et a été mentionnée pour la première fois dans la seconde moitié du XVIe siècle,,.

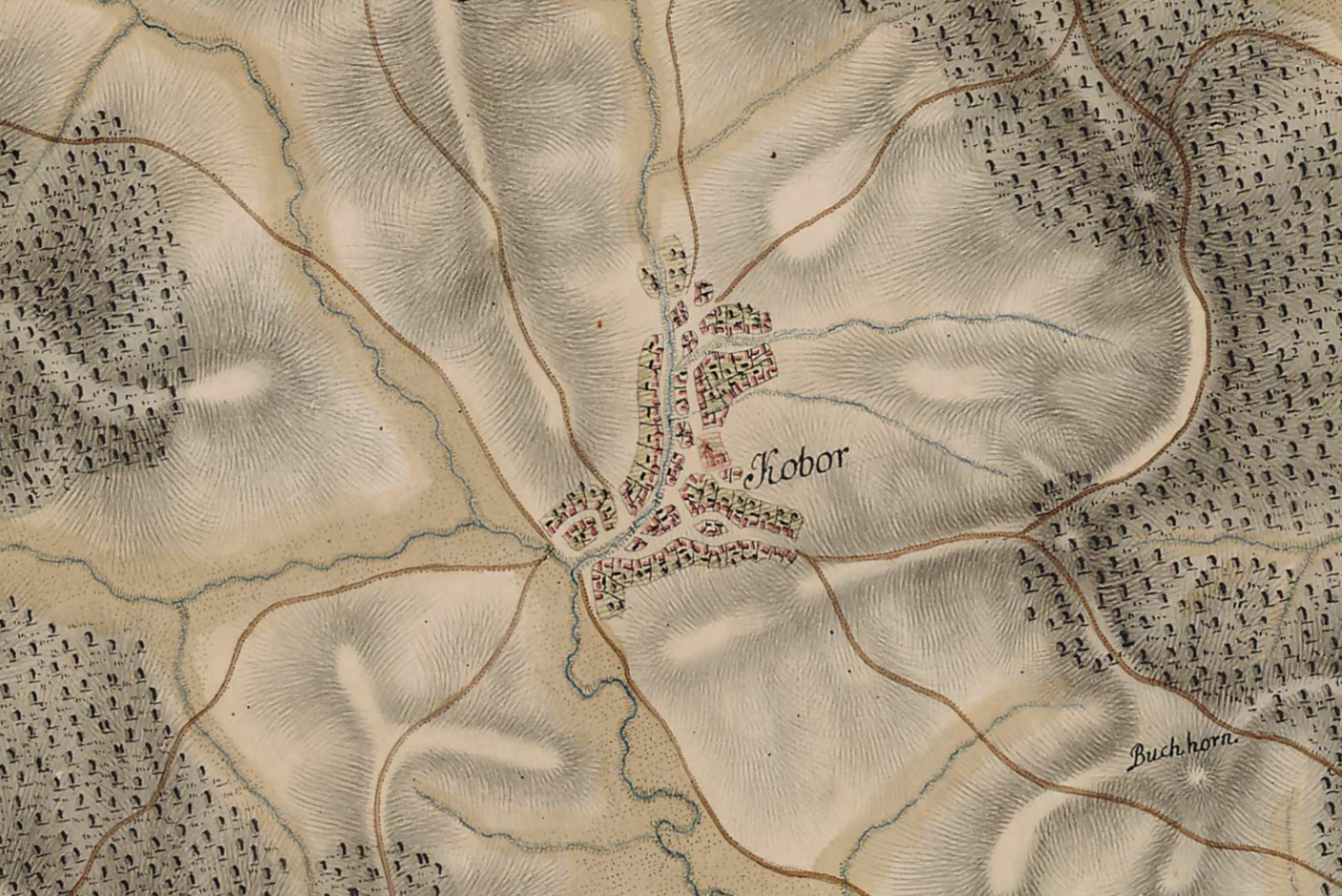
Kobor sur la carte du Grand-Duché de Transylvanie (1769-1773)

## Membres de la famille
- Janos Demeter (1574) - le plus ancien membre connu de la branche Cobor de la famille Demeter
- Peter Demeter (1640) - résident de Cobor
- Paal Demeter (1640) - habitant de Cobor
- Gergely Demeter (1640) - habitant de Cobor
- Illona Demeter, de Cobor (1640) - résidente de Cobor
- Johann Demeter de Kobor (1679) - noble de Cobor
- Paul Demeter de Kobor (1679) - noble de Cobor
- Andreas Demeter de Kobor (1679) - noble de Cobor